# 柯薩婉

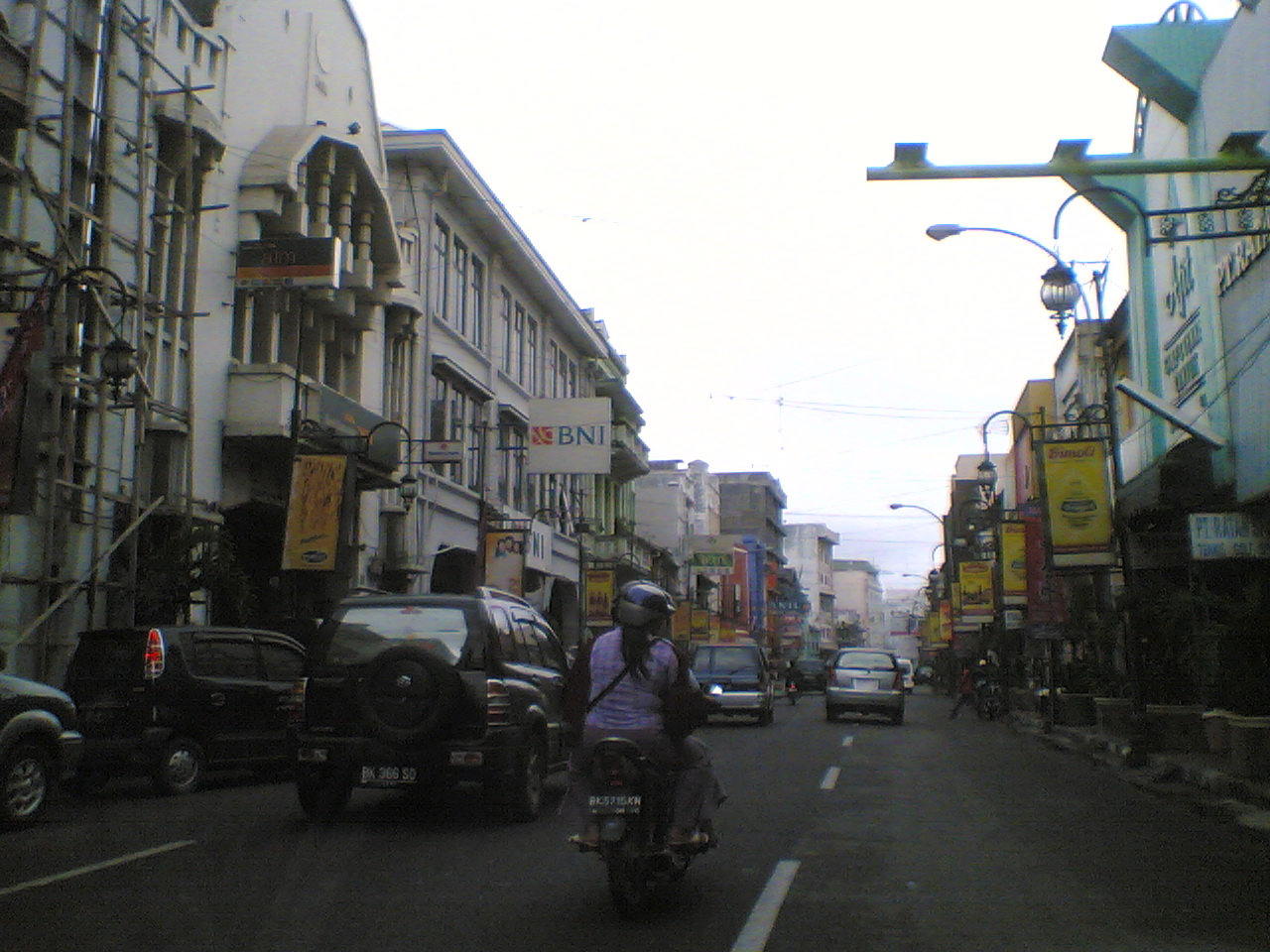
柯薩婉街，棉兰

柯薩婉，是在印度尼西亚棉兰的西棉兰小区居委会的名称。在棉兰的最古老的街道历史建筑。它也曾是棉兰的唐人街之一，这个区域成为流行在夜间美食的餐馆区。
Kesawan，棉兰的传统翻译是“沙湾”，或者“阁沙湾”。